# 부산광역시의 성 목록
다음은 부산광역시에 있는 성들의 목록이다. (2021년 기준)
| 명칭                                  | 소재지                                                                                         | 분류                | 둘레                    | 축성                             | 비고                                                          |
| 눌차왜성 (訥次倭城)                   | 부산광역시 강서구 눌차동 산84-7                                                                | 일본성              |                         | 조선                             | 임진왜란 당시 일본이 축성                                     |
| 가덕도 왜성지성 (加德島倭城支城)      | 부산광역시 강서구 성북동 산43                                                                  | 일본성              |                         | 조선                             | 임진왜란 당시 일본이 축성                                     |
| 가덕도 성북왜성 (加德島城北倭城)      | 부산광역시 강서구 성북동 산43, 53, 52번지                                                      | 일본성              |                         | 조선                             | 임진왜란 당시 일본이 축성                                     |
| 가덕진성 (加德鎭城)                   | 부산광역시 강서구 동선길 144 (성북동) 성북동 407번지 외                                        | 성곽                | 800m2                   | 조선                             |                                                               |
| 경상좌수영성지 (慶尙左水營城址)       | 부산광역시 수영구 망미동, 광안동 일대                                                          | 성곽                | 8,351m2                 | 조선                             | 부산광역시의 기념물 제8호                                     |
| 경상좌수영성 남문 (慶尙左水營城 南門) | 부산광역시 수영구 수영성로 43 (수영동)                                                         | 성곽                |                         | 조선                             | 부산광역시의 유형문화재 제17호                                |
| 구포왜성 (龜浦倭城)                   | 부산광역시 북구 덕천1동 산93번지                                                               | 일본성              |                         | 조선                             | 부산광역시의 기념물 제6호 (임진왜란 당시 일본이 축성)         |
| 금단곶보성지 (金丹串堡城地)           | 부산광역시 강서구 녹산동 129-4                                                                 | 성곽                | 4.5m2                   | 조선                             |                                                               |
| 금정산성 (金井山城)                   | 부산광역시 금정구 금성동 43번지                                                                | 산성                | 830,370.24m2            | 삼국 시대                        | 사적 제215호                                                  |
| 금정진 관아터 (金井鎭 官衙址)         | 부산광역시 금정구 금성동 280                                                                   | 산성                | 8,897m2                 | 조선                             | 부산광역시의 문화재자료 제36호                                |
| 기장고읍성 (機張古邑城)               | 부산광역시 기장군 기장읍 교리 76                                                               | 성                  | 1,325m2                 | 삼국~고려시대                    | 토성(土城)                                                    |
| 기장반월성 (機張半月城)               | 부산광역시 기장군 정관읍 월평리                                                                | 성                  |                         | 삼국 시대                        | 토성(土城)                                                    |
| 기장산성 (機張山城)                   | 부산광역시 기장군 기장읍 서부리, 대라리, 철마면 안평리 일원                                    | 산성                | 775m2                   | 삼국 시대                        | 부산광역시의 기념물 제59호                                    |
| 기장읍성 (機張邑成)                   | 부산광역시 기장군 기장읍 서부, 동부, 대라리 일원                                               | 읍성                | 12,003m2                | 고려 시대                        | 부산광역시의 기념물 제40호                                    |
| 기장 죽성리왜성 (機張 竹城里倭城)     | 부산광역시 기장군 기장읍 죽성리 601                                                            | 일본성              | 960m2                   | 조선                             | 부산광역시의 기념물 제48호 (임진왜란 당시 일본이 축성)        |
| 김해 죽도왜성 (金海 竹島倭城)         | 부산광역시 강서구 죽림동 787번지 일원                                                          | 일본성              | 100m2                   | 조선                             | 부산광역시의 기념물 제47호 (임진왜란 당시 일본이 축성)        |
| 노포동산성 (老圃洞山城)               | 부산광역시 금정구 노포동 산48                                                                  | 봉수대 방호벽       |                         | 조선                             |                                                               |
| 다대포성지 (多大浦城址)               | 부산광역시 사하구 다대로 529번길 11 (다대동)                                                   | 성                  | 500m2                   | 조선                             |                                                               |
| 동래고읍성 (東萊古邑城)               | 부산광역시 수영구 망미동 640, 870                                                              | 읍성                | 1,000m2                 | 통일신라                         |                                                               |
| 동래읍성지 (東萊邑城址)               | 부산광역시 동래구 복천동 안락, 명륜, 칠산, 명장동일대 동래왜성: 부산광역시 동래구 칠산동 산1-9 | 읍성                | 103,647m2               | 고려말 ~ 조선시대 동래왜성: 조선 | 부산광역시의 기념물 제5호 동래왜성: 임진왜란 당시 일본이 축성 |
| 동평현성 (東平縣城)                   | 부산광역시 부산진구 당감동 350                                                                 | 석성                | 108,454m2 (1963년 추산) | 고려                             |                                                               |
| 두모포진성 (豆毛浦鎭城)               | 부산광역시 기장군 기장읍 죽성리 749                                                            | 석성                | 37,500m2                | 조선                             |                                                               |
| 목장성지 (牧場城址)                   | 부산광역시 사하구 괴정동 산18~22                                                               | 석성                |                         | 조선                             |                                                               |
| 배산성지 (盃山城址)                   | 부산광역시 연제구 연산동 일원                                                                  | 성곽(산성)          | 22,933m2                | 삼국 시대                        | 부산광역시 기념물 제4호                                       |
| 복천동고읍성 (福泉洞古邑城)           | 부산광역시 동래구 복천동 304                                                                   | 읍성                | 927m2                   | 조선                             |                                                               |
| 부산일본성 (釜山日本城)               | 부산광역시 동구 범일동                                                                         | 일본성              |                         | 조선                             | 사적 제35호 해제 (정유재란 당시 일본이 축성)                  |
| 부산진성 (釜山鎭城)                   | 부산광역시 동구 자성로 99 (범일동)                                                             | 일본성              | 24,198m2                | 조선                             | 부산광역시 기념물 제7호 (임진왜란 당시 일본이 축성)           |
| 석성산성 (石城山城)                   | 부산광역시 서구 초장동, 남부민동, 사하구 감천2동                                               | 봉수대 방호벽(산성) |                         | 조선                             |                                                               |
| 수정동산성 (水晶洞山城)               | 부산광역시 동구 수정3동 산17-4                                                                 | 산성                | 1,700m2                 | 조선                             |                                                               |
| 오해야항 목장중성 (吾海也項牧場中城)  | 부산광역시 사하구 당리동, 괴정동                                                               |                     | 300cm                   | 조선                             |                                                               |
| 임랑포왜성 (林浪浦倭城)               | 부산광역시 기장군 장안읍 임랑리 산48                                                           | 일본성              |                         | 조선                             | 임진왜란 당시 일본이 축성                                     |
| 제석곶성지 (帝釋串城址)               | 부산광역시 사하구 제석로 135 (당리동 16)                                                       | 석성                |                         | 조선                             |                                                               |
| 천성진성 (天城鎭城)                   | 부산광역시 강서구 천성동 1613,1614,1615                                                        | 성곽                | 48,473m2                | 조선                             | 부산광역시의 기념물 제34호                                    |
| 토성동성 (土城洞城)                   | 부산광역시 서구 토성동1가 25                                                                   | 성                  | 13,200m2                | 삼국 시대                        |                                                               |

## 같이 보기
- 울산광역시의 성 목록
- 경상남도의 성 목록